# Харама Хайата
Харама Хайата — сакральная гора (якутск. Ытык сирдэр) и одноимённый ресурсный резерват рядом с селом Абага в Амгинском улусе Якутии.
Площадь ресурсного резервата «Харама-хаята» — 116,71 га. Это невысокая гора, с высотой 300 метров, находящаяся на правом берегу реки Амга. В территорию резервата также включено урочище Эльгян-Хочото, которая находится на противоположном берегу от горы. Таким образом, население Амгинского улуса решило сохранить для потомков уникальный природный объект «Харама-Хаята», с которым связаны многие мифы и легенды.
На горе Харама Хайата высвечиваются лица людей, по поверьям это дух горы.

## Легенды

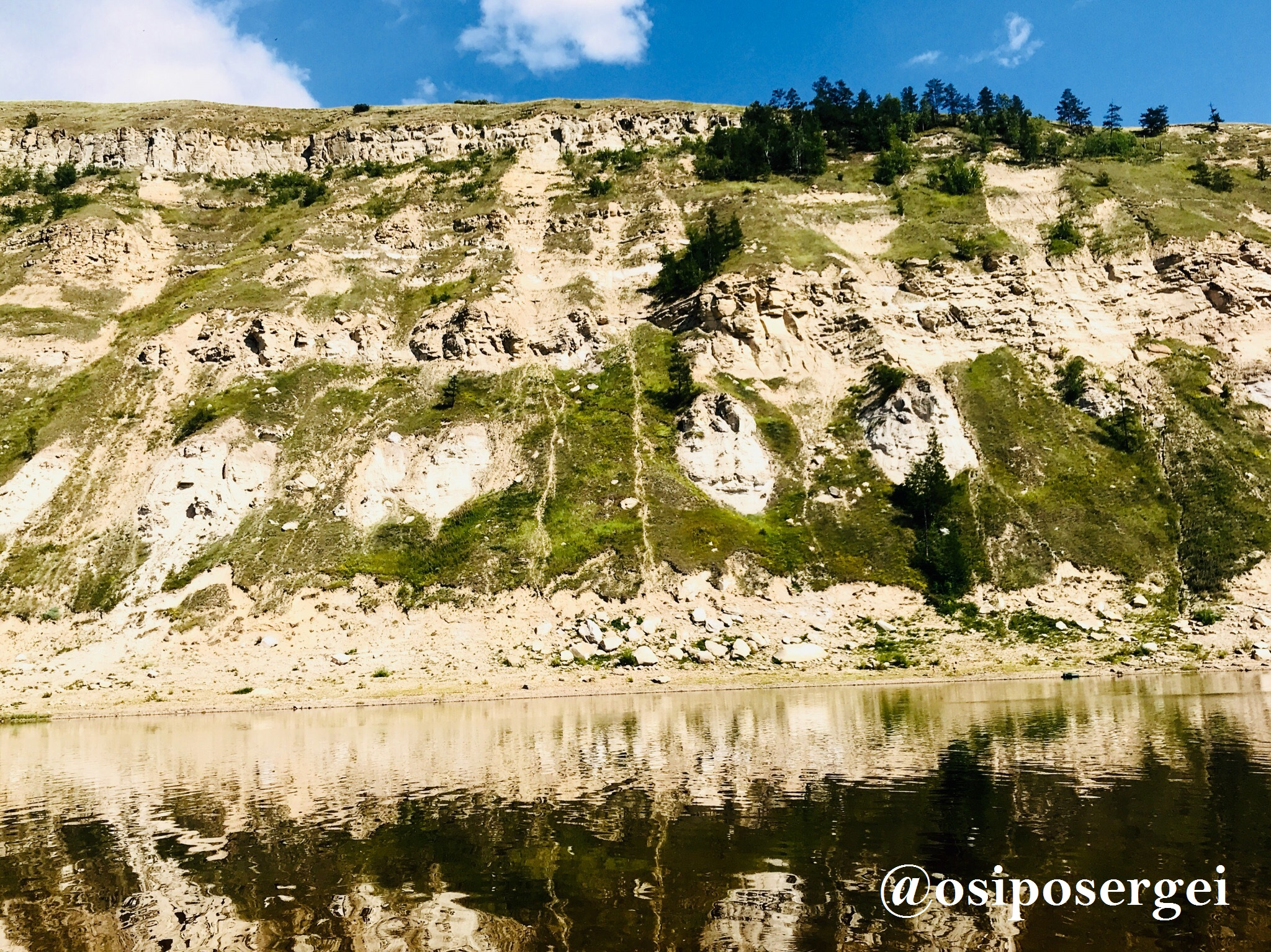
Амма, Харама хайата

По преданию, на этом мистическом месте в незапамятные времена произошла астральная битва между молодым Шаманом и прекрасной Удаган (шаманкой). Они любили друг друга, но были из враждующих меж собой родов. Бессмысленная многовековая вражда погубила влюбленных. Чтобы возвысить свои роды старейшины двух враждующих родов заставили юношу и девушку сойтись в беспощадной астральной битве. Победителем вышла Удаган. Погиб молодой влюбленный шаман. На горе можно увидеть сцену этой битвы. В знак вечной любви юная удаган огненными стрелами нерастраченной погубленной любви выжгла на камне горы образ любимого. После смерти шаманки её юный лик сам появился рядом с образом возлюбленного.Такова печальная легенда о вечной любви и такова история этого мистического места.

## Животный мир
В реке близ Харама Хайата обитают 19 видов рыб, среди которых таймень, ленок, хариус, сиг, тугун, налим. Для рыболовов нет более подходящего места, чем выше по течению реки в сторону участка «Лэги», которое находится в 80 километрах от села Оннес. Там можно поймать красавца тайменя. В бассейне реки насчитывается около 40 видов млекопитающих и более 155 видов птиц.

## Харама Хайата как уникальный природный объект
Ресурсный резерват «Харама-Хаята» признан новой особо охраняемой природной территорией местного значения. Решение об этом было принято 13 марта 2013 года на V сессии наслежного Совета депутатов Абагинского наслега Амгинского улуса, сообщает пресс-служба Министерства охраны природы Якутии. Таким образом, население Амгинского улуса решило сохранить для потомков уникальный природный объект, с которым связаны многие мифы и легенды. Признание места особо охраняемой природной зоной стало результатом работы республиканского министерства охраны природы и жителей Абагинского наслега Амгинского улуса.

## Туризм
Ежегодно множество туристов приезжают в Амгу, чтобы посетить Харама Хайата, проводятся различные сплавы, восхождения на гору.